# Borsuky
Borsuky  (ucraniano: Борсуки) es una localidad del Raión de Podilsk en el Óblast de Odesa de Ucrania. Según el censo de 2001, tiene una población de 581 habitantes.